# Gennaro Gattuso
Gennaro Ivan Gattuso, född 9 januari 1978 i Corigliano Calabro, är en italiensk fotbollstränare och tidigare fotbollsspelare som tränade Marseille till och med februari 2024. 
Som fotbollsspelare vann han både UEFA Champions League och fotbolls-VM.

## Klubbkarriär
Den 15 juni 2012 skrev Gattuso ett tvåårigt kontrakt med den schweiziska klubben FC Sion. Gattuso lämnade därmed AC Milan efter 13 år i klubben. Har också vunnit Champions League och Serie A samt Italienska Cupen med AC Milan. 
Gattuso meddelade i juni 2013 att han slutade som spelare.

## Landslagskarriär
Har varit uttagen i det italienska landslaget och deltog i OS 2000, VM 2002, EM 2004 och VM 2006. Gennaro Gattuso vann VM-guld i Tyskland 2006 med Italien.

## Tränarkarriär
I juni 2013 tog Gattuso över som huvudtränare i Palermo. Mellan åren 2017 och 2019 var han tränare för AC Milan. Han fick lämna tränarposten i AC Milan då han inte lyckades uppnå målet att kvalificera laget för Champions League.
Den 11 december 2019 tog Gattuso över som huvudtränare i Napoli efter att Carlo Ancelotti blivit avskedad föregående dag. Den 25 maj 2021 meddelade Fiorentina att Gattuso var klar som klubbens nya huvudtränare med start den 1 juli. Redan efter 22 dagar, den 17 juni, kom dock Gattuso och Fiorentina överens om att bryta kontraktet.

## Meriter
- Sportåret 2006 - vann VM i fotboll
- 2006/2007 - vann UEFA Champions League
- 2002/2003 - vann UEFA Champions League och Italienska Cupen
- 2003/2004 - vann Lo Scudetto
- 2010/2011 - Serie A